# Marie Ernestina z Esterházy-Starhembergu
Marie Ernestina hraběnka z Esterházy-Starhembergu (německy Maria Ernestine, Gräfin von Esterházy Starhemberg; 7. června 1754 – 26. prosince 1813, Štýrský Hradec) byla rakouská šlechtična uherského původu, která v roce 1774 ve Vídni rozpoutala společenský skandál Esterházy-Starhemberg kvůli svému mimomanželskému vztahu.

## Život
Marie Ernestina z Esterházy-Starhembergu se narodila v roce 1754 jako dcera hraběte Otty Gundakara ze Starhembergu a jeho manželky, hraběnky Marie Aloisie Rosy Breunner z Asparnu. Johann Schwerdling v historii rodu Starhembergů píše, že Marie Ernestina měla vynikající vzdělání.
Dekretem Marie Terezie se 16letá Marie Ernestina 21. listopadu 1770 směla provdat za císařovnina oblíbence, hraběte Františka Esterházyho z Galanty (1746–1811). Kvůli rozdílnostem povah se však pár brzy rozešel a v roce 1773 manželské problémy eskalovaly.
Hrabě Karel z Zinzendorfu ve svém deníku z roku 1785 uvádí, že hrabě František nemohl manželství konzumovat, protože trpěl syfilidou a Marie Ernestina byla údajně v jeho nepřítomnosti týrána rodinou.
Na konci roku 1773 se Marie Ernestina seznámila s Ferdinandem Ludwigem von Schulenburg-Oeynhausen a brzy nato otěhotněla. V červnu 1774 se milenci pokusili o útěk z Vídně přes Arlberg do Švýcar, byli však zadrženi v Kostnici a Marie Ernerstina byla internována v klášteře. Odtud se jí podařilo uprchnout a následně v rakouském Waldshutu v hostinci přímo na Rýně 30. prosince 1774 porodila dítě, které zde zanechali. Dítě bylo na příkaz císařovny umístěno do sirotčince ve Švábsku.
Schulenburg byl zatčen v Curychu. Rakouskému velvyslanci v Curychu, baronovi von Bartenstein, se podařilo dosáhnout vydání Schulenburga pro převezení do Vídně. O této události se ve své novele zmiňuje spisovatel Alfons von Czibulka. Ve Vídni byl hrabě postaven před mravnostní komisi a odsouzen. Před trestem smrti jej zachránil František Esterházy, který pro něho získal milost u Marie Terezie. Cítil totiž povinnost poděkovat Schulenburgovi za to, že ho osvobodil od jeho krásné, leč zlomyslné manželky. Schulenburg byl poté vyhoštěn z Vídně.
Marie Ernestina žila v nuzných poměrech ve mlýně v Le Locle v pruském Neuchâtelu až do smrti Marie Terezie. Poté jí nový císař Josef II. dovolil usadit se v Solothurnu pod cizím jménem. Pobírala penzi 2000 zlatých ročně, kterou financoval především její manžel František Esterházy.
V roce 1789 podal zprávu o setkání s hraběnkou švýcarský kněz a filosof Johann Kaspar Lavater. V 90. letech 18. století se Marie Ernestina se svým manželem usmířila. Hrabě František Esterházy zemřel ve Vídni roku 1811 na mozkovou mrtvici.
Marie Ernestina Esterházyová ze Starhembergu zemřela ve Štýrském Hradci v roce 1813.